# Краснопілля (Брасовський район)
Краснопі́лля (рос. Краснополье, історична назва — Глушня, Глуш'я) — присілок у Брасовському районі Брянської області Росії. Входить до складу муніципального утворення Глодневське сільське поселення.
Населення — 9 осіб.
Розташоване за 3 км на південь від села Глодневе.

## Історія
Згадується з першої половини XVII століття в складі Глодневського стану Комарицької волості. Належав до парафії села Глодневе. До 1778 року в Севському повіті, в 1778—1782 рр. в Луганському повіті, з 1782 по 1928 рр. — в Дмитрівському повіті Орловської губернії (з 1861 року — у складі Глодневської волості).
У XIX столітті — володіння Кушелєва-Безбородька. Був відомим гончарним ремеслом.
З 1929 року — в Брасовського районі. Перейменована в Краснопілля в 1964 році.

## Населення
За найновішими даними, населення — 9 осіб (2013).
У минулому чисельність мешканців була такою:
| Роки      | 1858 | 1866 | 1878 | 1893 | 1920 | 1979 | 1989 | 2002 | 2010 |
| --------- | ---- | ---- | ---- | ---- | ---- | ---- | ---- | ---- | ---- |
| Населення | 571  | 629  | 666  | 785  | 923  | 185  | 69   | 28   | 15   |